# Stazione di Roccasecca
La stazione di Roccasecca è una stazione ferroviaria posta sulla ferrovia Roma-Cassino-Napoli, origine della linea per Avezzano. Serve il comune di Roccasecca ed è sita nella vicina frazione di Roccasecca Scalo.

## Storia

Foto storica dell'interno della stazione

La stazione di Roccasecca venne attivata nel 1863, in occasione dell'apertura della tratta Tora-Ceprano della ferrovia Roma-Cassino-Napoli.

### Incidente ferroviario del 2005
Il 20 dicembre 2005 un treno ha tamponato un altro treno fermo alla stazione provocando la morte di due persone ed il ferimento di altre 69.

## Strutture e impianti
La stazione, dotata di cinque binari, è fermata di tutti i treni in transito da e per Caserta, Cassino e Roma, Sora ed Avezzano.

## Movimento
La stazione di Roccasecca è punto di fermata dei treni della linea regionale FL6, che collega Roma e Frosinone con Cassino e per quelli che collegano Cassino con Avezzano.

## Servizi
La stazione dispone di:
- Biglietteria automatica

## Interscambi
- Fermata autobus